# جشنواره فیلم دانشجویی تورنتو
جشنواره فیلم دانشجویی تورنتو، برداشت 21 (انگلیسی: Take ۲۱) یک رویداد سالانه برای جوانان است تا استعدادهای خود را در انواع ژانرهای فیلم کوتاه به نمایش بگذارند. Take 21 فیلمسازان بسیاری از کشورها را به خود جذب کرده‌است. جوایز بر تجربیات کاری در این صنعت، بورسیه تحصیلی برای برنامه‌های ساخت فیلم، پول و تجهیزات فیلم متمرکز شده‌است.